# Tipula centrodentata
Tipula centrodentata är en tvåvingeart som beskrevs av Alexander 1953. Tipula centrodentata ingår i släktet Tipula och familjen storharkrankar.
Artens utbredningsområde är Nordkorea. Inga underarter finns listade i Catalogue of Life.